# Brunettia itabunensis
Brunettia itabunensis är en tvåvingeart som beskrevs av Freddy Bravo 2002. Brunettia itabunensis ingår i släktet Brunettia och familjen fjärilsmyggor. Inga underarter finns listade i Catalogue of Life.